# جيمس هال (سياسي)
جيمس هال هو سياسي كندي، ولد في 1 أبريل 1806، وتوفي في 11 أكتوبر 1882. حزبياً، نشط في الحزب الليبرالي الكندي. وقد انتخب عضو مجلس العموم الكندي عن دائرة Peterborough East ‏ (22 يناير 1874 – 16 سبتمبر 1878).